# Mislav Ježić
Mislav Ježić (Zagreb, 1952.) po struci je indolog, klasični filolog, filozof i poredbeni jezikoslovac ili indoeuropeist. Redoviti je profesor na Odsjeku za indologiju i dalekoistočne studije na Filozofskome fakultetu u Zagrebu, redoviti član Hrvatske akademije znanosti i umjetnosti, te predsjednik Hrvatske paneuropske unije i potpredsjednik međunarodne Paneuropske unije

## Životopis
Mislav Ježić rođen je 1952. u Zagrebu kao sin povjesničara hrvatske književnosti Slavka Ježića. Završio je Klasičnu gimnaziju 1970. godine. Stekao je diplomu profesora filozofije i indologije te lingvistike i grčke filologije na Filozofskome fakultetu Sveučilišta u Zagrebu. Doktorirao je 1983. disertacijom o egzegezi Rgvedskih himana. Od 1978. predaje na Filozofskome fakultetu, a od 2003. redoviti je profesor indologije u trajnome zvanju. Redoviti je član Hrvatske akademije znanosti i umjetnosti od 2000. godine.
Na fakultetu predstojnik je Katedre za indologiju na Odsjeku za indologiju i dalekoistočne studije. Na indologiji predaje staroindijski jezik (vedski i sanskrt), staroiranski (avestički i staroperzijski), srednjoindijske jezike, a povremeno i hindski. Predaje i indijske religije, filozofiju i književnost. Na doktorskome studiju lingvistike u Zagrebu predaje predmet Lingvistika i filologija.
Kao pročelnik Odsjeka (tada Odsjeka za lingvistiku i orijentalne studije) 1991.−1995. uveo je studije turkologije i hungarologije na Fakultet i osnovao Katedru za računalnu lingvistiku. Akademske godine 1993.−1994. pokrenuo studij kroatologije na Hrvatskim studijima. G. 2004. dobio je zadaću da kao predstojnik Katedre za sinologiju (o. d.) organizira trogodišnji slobodni studij sinologije te radi na razvoju cjelovitoga studija sinologije na Fakultetu. Sudjeluje u brizi za razvoj studija japanologije. Sudjelovao je i u osnivanju judaistike. Od akademske godine 2012.−2013. dobio je u zadatak i da se brine za uvođenje studija romistike.
Studijske je godine proveo na Sveučilištu u Bonnu 1978.−1979., na Sveučilištu u Delhiu 1989.−1990., a 1996.−1997. na Sveučilištu Harvard, gdje je bio pozvan i da predaje na doktorskome studiju.

## Znanstveni rad
Glavna su područja rada Mislava Ježića: vedski studiji, sanskrtski epovi, početci indijske i hellēnske filozofije, indijsko jezikoslovlje, međunarodni kontekst hrvatske kulture. Glavne je prinose dao na područjima istraživanja geneze vedskoga pantheona i dijelova vedskoga korpusa, analize slojeva upaniṣadskih (Aitareya-upaniṣad, Kauṣītaki-upaniṣad, Īśā-upaniṣad, Brhadāraṇyaka-upaniṣad) i epskih tekstova (Bhagavadgītā, Anugītā, Rāmāyaṇa), poredbene mitologije i religiologije te istraživanja pretpostavaka i izvora indijske i hellēnske filozofije te njihovih podudarnica.
Objavio je autorske knjige Rgvedski himni (1987.), Rgvedske upaniṣadi (1999.), Amaruśataka / Amarukina Stotina (2011.) i izbor članaka Mišljenje i riječ o bitku u svijetu (1989.); knjige sa suradnicima Mahābhārata (1989., stručno redigirao izbor teksta u prijevodu Gorana Andrijaševića i Slobodana Vlaisavljevića), Istočne religije (2001., napisao s Milkom Jauk-Pinhak, Klarom Gönc Moačanin i Krešimirom Krnicem), Rig-Veda. Das heilige Wissen. Erster und zweiter Liederkreis (2007., prevodio pod uredništvom Michaela Witzela i Toshifumia Gotōa); uredničke knjige (s vlastitim prilozima) Sredozemni i srednjoeuropski kulturni krajolici Hrvatske (1996.; na hrvatskome, engleskome, francuskome i njemačkome), Epics, Khilas and Purāṇas. Proceedings of the Third Dubrovnik International Conference on the Sanskrit Epics and Purāṇas (2005., s ur. Peteriem Koskikalliom), Parallels and Comparisons. Proceedings of the Fourth Dubrovnik International Conference on the Sanskrit Epics and Purāṇas (2009., s ur. P. Koskikalliom), Moderna hrvatska kultura. Od preporoda do moderne (XIX. stoljeće), Hrvatska i Europa, sv. IV (2009., s ur. Josipom Bratulićem), Vita litterarum studiis sacra. Zbornik u čast Radoslavu Katičiću (2014., s ur. Ivanom Andrijanićem i Krešimirom Krnicem). Objavio je i preko 120 znanstvenih i stručnih članaka s područja indologije, filozofije, jezikoslovlja i hrvatskih studija u zemlji i inozemstvu.
Od 2002. Mislav Ježić glavni je urednik Proceedings of the Dubrovnik International Conference on the Sanskrit Epics and Purāṇas (DICSEP), koji uređuje međunarodna redakcija, a objavljuje HAZU. Kao glavni urednik uređivao je sveske III i IV, koji su izašli 2005. i 2009. U pripremi je svezak V.
Član je Savjetodavnoga odbora (Consultative Committee) strukovne udruge International Association of Sanskrit Studies, član American Oriental Society, International Association of Vedic Studies, Hrvatskoga filozofskoga društva, Hrvatskoga filološkoga društva i dr.

## Ocjene i odjek znanstvenoga rada
Povodom prve njegove knjige Rgvedski himni (1987.) napisao je akademik Radoslav Katičić: »Ovom se knjigom Ježić suvereno uvrstio u slijed velikih učitelja vedologa i predložio je rješenja koja su uvijek ozbiljna, sugestivna i dobro obrazložena te daju ozbiljan prilog teškim problemima razumijevanja i tumačenja, a nerijetko se približavaju njihovu definitivnom rješenju« (iz recenzije, na ovitku). U međuvremenu je Mislav Ježić stao surađivati s vodećim vedologom, harvardskim profesorom, Michaelom Witzelom i profesorom Toshifumiem Gotōom na novome njemačkome prijevodu Rksaṃhite.
U knjizi A Theory of Textual Reconstruction in Indo-European Linguistics (1996.), Ranko Matasović posvećuje istraživanju Mislava Ježića stranice 43−46 i zaključuje: »Iako je njegova knjiga prvjenstveno namijenjena indolozima, Ježićev poredbeni pristup vedskim temama omogućio mu je da objasni veći broj vidova staroindijske, grčke i indoeuropske književne prethistorije. Poklanjajući posebnu pažnju okolnostima u kojima su se pjesnički tekstovi izvodili u grčkoj i staroindijskoj tradiciji, dao je znatan prinos pristupu koji smo nazvali poredbenom indoeuropskom stilistikom.«
Neal Delmonico i Lloyd Pflueger u svojem izdanju filozofskih komentara Śaṃkare i Madhve uz Īśā-upaniṣad (u tisku, str. 19) ističu da počinju izdanje teksta upaniṣadi s »ranijom verzijom Mādhyandina s Ježićevim emendacijama i bilješkama jer to predstavlja najbolju rekonstrukciju originalnoga teksta do danas.«
Za povijest teksta Bhagavadgīte napisao je John Brockington u Handbuch der Orientalistik, The Sanskrit Epics (1998., str. 269 i 275) da je analiza slojeva teksta Mislava Ježića »istančanija od svih do sada«, a taj je spjev jedan od najutjecajnijih i najistraživanijih staroindijskih tekstova.
Michael Witzel u svojoj sintezi The Origins of World Mythologies (2012.) spominje rad M. Ježića o Rāmāyaṇi 7 puta i, govoreći o ustroju bajke prema Vladimiru Proppu, kaže »Istu je strukturu nedavno dokazao M. Ježić za veliki indijski ep, Rāmāyaṇu, koja je, što ne začuđuje, još uvijek najobljubljeniji indijski tekst i često se smatra doslovno kao pravo ‘sveto pismo’« (str. 26 i bilj. 162).
Georg von Simson piše u svojem novome prijevodu izabranih ključnih dijelova Mahābhārate (2011., str. 697) da »istraživanje Mahābhārate na Zapadu postepeno dobiva na zamahu – za to ima nemale zasluge konferencija Dubrovnik International Conference on the Sanskrit Epics and Purāṇas koja se na inicijativu hrvatskoga indologa Mislava Ježića održava od 1997. svake tri godine«.

## Javna djelatnost
Od 1991. do 2003. bio je predsjednik Hrvatske paneuropske unije. Od 2003. počasni predsjednik. Kao potpredsjednik međunarodne Paneuropske unije od 1995., postavio je u siječnju 1996., kada je Hrvatska bila međunarodno izolirana zbog operacije »Oluja«, izložbu Sredozemni i srednjoeuropski kulturni krajolici Hrvatske u Europskome parlamentu u Strasbourgu, a ona je potom izložena i u Palači UNESCO-a u Parizu, i putovala je u Beč, Kairo, Dresden, Berlin, München, Prag, Bratislavu, Budimpeštu i drugamo. Za nju je s nizom vodećih hrvatskih stručnjaka napisao te uredio i spomenuti katalog pod istim imenom na četiri jezika.
Od 1992. do 1993. bio je predsjednik Hrvatskoga filozofskoga društva i organizirao sedam znanstvenih skupova, od toga četiri međunarodna, među njima i Dane Frane Petriša koji su postali vodećim redovitim skupom HFD-a.
Bio je član Nacionalnoga vijeća za visoku naobrazbu 1994.−1998., a Nacionalnoga vijeća za znanost i predsjednik Područnoga vijeća za humanističke znanosti 2004.−2009. Uz ostalo, ustrajno se i s uspjehom zalagao za obranu primjerenih kriterija za ocjenjivanje znanstvenoga rada i za izbor u znanstvena zvanja u području humanističkih znanosti.
Bio je potpredsjednik Vijeća za normu hrvatskoga standardnog jezika. 2005.−2012. Zalagao se za to da se na Vijeću, u reprezentativnome krugu stručnjaka pod predsjedanjem akademika Katičića, raspravi niz ključnih načelnih i metodoloških pitanja o povijesti, gramatici i pravopisu hrvatskoga književnoga jezika i djelatno pridonosio tim raspravama kojima je Vijeće zacrtalo poželjne okvire za skrb za hrvatski jezik i njegov razvoj.

## Članstvo u Akademiji
Mislav Ježić od 1992. godine član je suradnik, a od 2000. redoviti član Hrvatske akademije znanosti i umjetnosti. Od 2001. glavni je urednik IV. i V. sveska edicije Hrvatska i Europa.  Svezak IV Moderna hrvatska kultura. Od preporoda do moderne (XIX. stoljeće) objavljen je (hrv. izd.) 2009. Francuski je prijevod sveska IV priređen za tisak, engleski je redigiran i priređuje se za tisak, kao i svezak V na hrvatskome.
Vodi i Kulturološki pododbor Odbora za nacionalna dobra od općega značenja HAZU i priprema obuhvatnu publikaciju o kulturnim dobrima u Hrvatskoj.
Predsjednik je Odbora za orijentalistiku HAZU.

## Djela
Nepotpun popis:
- Ṛgvedski himni: izvori indijske kulture i indoeuropsko nasljeđe, 1987.
- Mišljenje i riječ o bitku u svijetu: filozofsko-filološki ogledi, 1989.
- Ṛgvedske upanišadi, 1999.
- Istočne religije: (skripta za studente), suautorice: Milka Jauk-Pinhak, Klara Gönc Moačanin, 2001.
- Hellada i Indija: poredbenofilozofijske rasprave, 2016.

## Nagrade i priznanja
- 1995.: Odlikovan je od Predsjednika Republike ordenom Danice Hrvatske s likom Ruđera Boškovića za zasluge u znanosti.
- 2003.: Odlikovan je godišnjom državnom nagradom za znanost za područje humanističkih znanosti.
- Za knjigu Amarukina stotina dobio je nagradu Matice hrvatske »Mihovil Kombol« za izniman doprinos u prevođenju svjetske kulturne i znanstvene literature na hrvatski jezik u 2010. i 2011. i nagradu Društva hrvatskih književnih prevodilaca »Josip Tabak« za 2011. godinu za najbolji prijevod poezije.
- 2012.: Na jubilarnoj 15th World Sanskrit Conference u New Delhiu dobio je nagradu Akhila Bharatiya Sanskrta Sahitya Sammelana za doprinos sanskrtskoj književnosti radom na proučavanju Veda i sanskrtskih epova.[4]

## Vanjske poveznice
- Mislav Ježić na Stranici Katedre za indologiju, Odsjeka za indologiju i dalekoistočne studije
- Tko je tko u hrvatskoj znanosti  Arhivirana inačica izvorne stranice od 14. srpnja 2021. (Wayback Machine)
- Ježić, Mislav - natuknica u Hrvatskoj enciklopediji Leksikografskoga zavoda Miroslav Krleža
- Literatura i nastavna pomagala - neki radovi dostupni na mreži
- Predavanje: Odnos prema životinjama u Indiji: vedske žrtve (yađña) i nenasilje u buddhizmu, đinizmu i hinduizmu (ahiṃsā)", održano na 6. danima Indije, u četvrtak, 29.05.2014.
- Mislav Ježić, Nešto kulturoloških razmišljanja o regionalizmu u Hrvatskoj i Europi // Društvena istraživanja: časopis za opća društvena pitanja, sv. 1, br. 1 (1), (1992.), str. 13. – 24. (Hrčak)
- Mislav Ježić, Međunarodno priznanje hrvatskoga jezika, Kolo 6, 2013.